# Qabā Sorkh
Qabā Sorkh (persiska: قبا سرخ) är en ort i Iran.   Den ligger i provinsen Kurdistan, i den nordvästra delen av landet, 400 km väster om huvudstaden Teheran. Qabā Sorkh ligger 1 757 meter över havet och antalet invånare är 129.
Terrängen runt Qabā Sorkh är platt åt sydväst, men åt nordost är den kuperad.Runt Qabā Sorkh är det ganska glesbefolkat, med 23 invånare per kvadratkilometer. Närmaste större samhälle är Bījār, 19,8 km öster om Qabā Sorkh. Trakten runt Qabā Sorkh består i huvudsak av gräsmarker.